# Cmentarz wojenny nr 204 – Wola Rzędzińska
Cmentarz wojenny nr 204 – Wola Rzędzińska – austriacki cmentarz wojenny z okresu I wojny światowej wybudowany przez Oddział Grobów Wojennych C. i K. Komendantury Wojskowej w Krakowie na terenie jego okręgu VI Tarnów.
Znajduje się w centrum miejscowości Wola Rzędzińska położonej w gminie Tarnów województwa małopolskiego.
Cmentarz został zbudowany, obok cmentarza parafialnego, na planie kwadratu o boku 20 metrów. Ogrodzony jest z trzech stron betonowym murkiem, od strony południowej, od wejścia, ogrodzenie wykonane jest z metalowych kątowników. Pomnikiem centralnym jest prosty, betonowy krzyż znajdujący się na północnej części muru. Na wszystkich nagrobkach zachowały się tabliczki informujące o spoczywających tutaj żołnierzach. Cmentarz projektował Heinrich Scholz. 
Pochowano na nim w trzech grobach zbiorowych i 78 pojedynczych: 7 żołnierzy austro-węgierskich oraz 84 żołnierzy rosyjskich.
Żołnierze austriaccy służyli w 4 Tyrolskim Pułku Strzelców Cesarskich, większość nazwisk jest włoska.
Żołnierze rosyjscy służyli w: 17, 30, 130, 132, 165, 166, 168 pułkach piechoty oraz w 9 i 42 brygadach artylerii a także w 6 batalionie saperów.

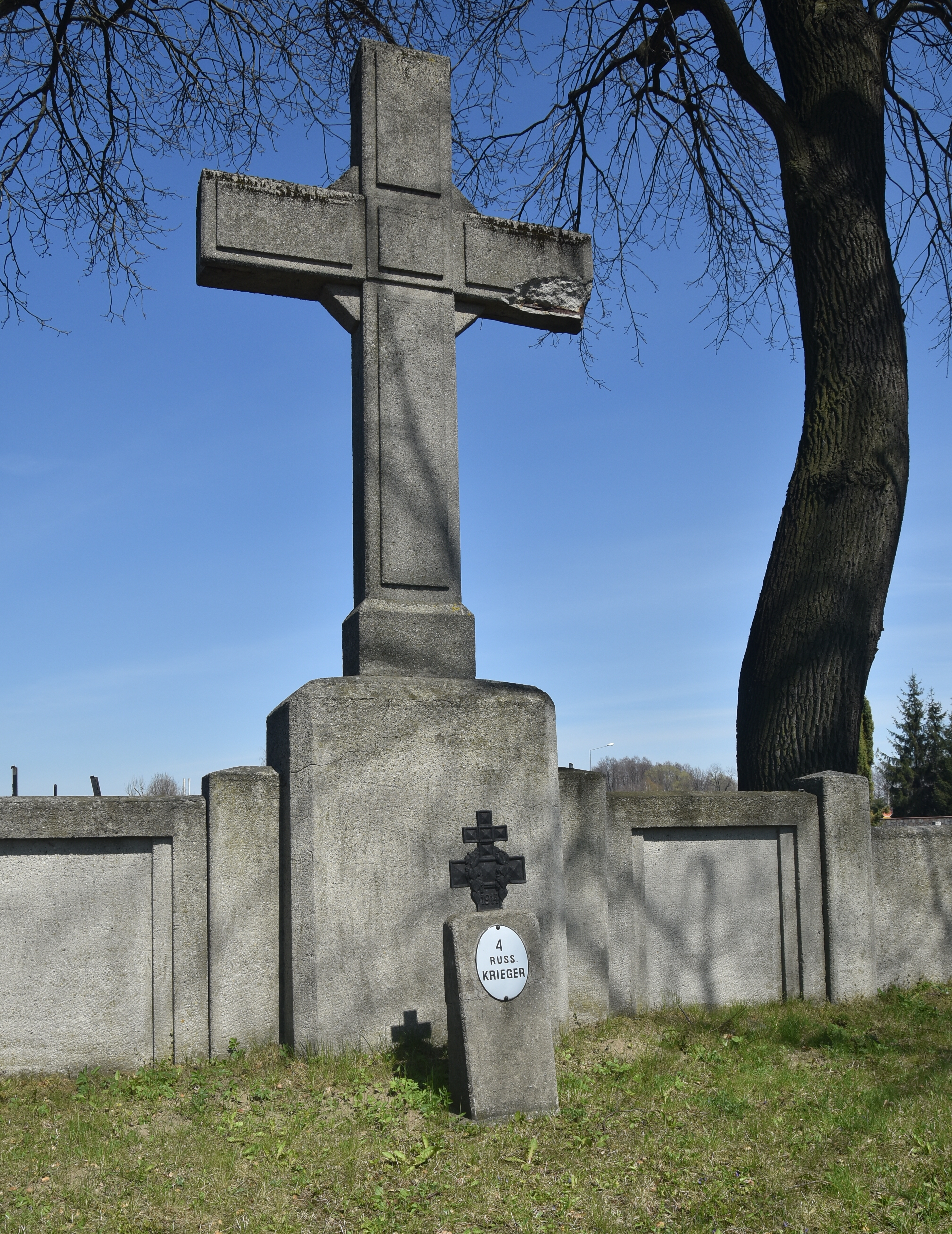
Pomnik centralny
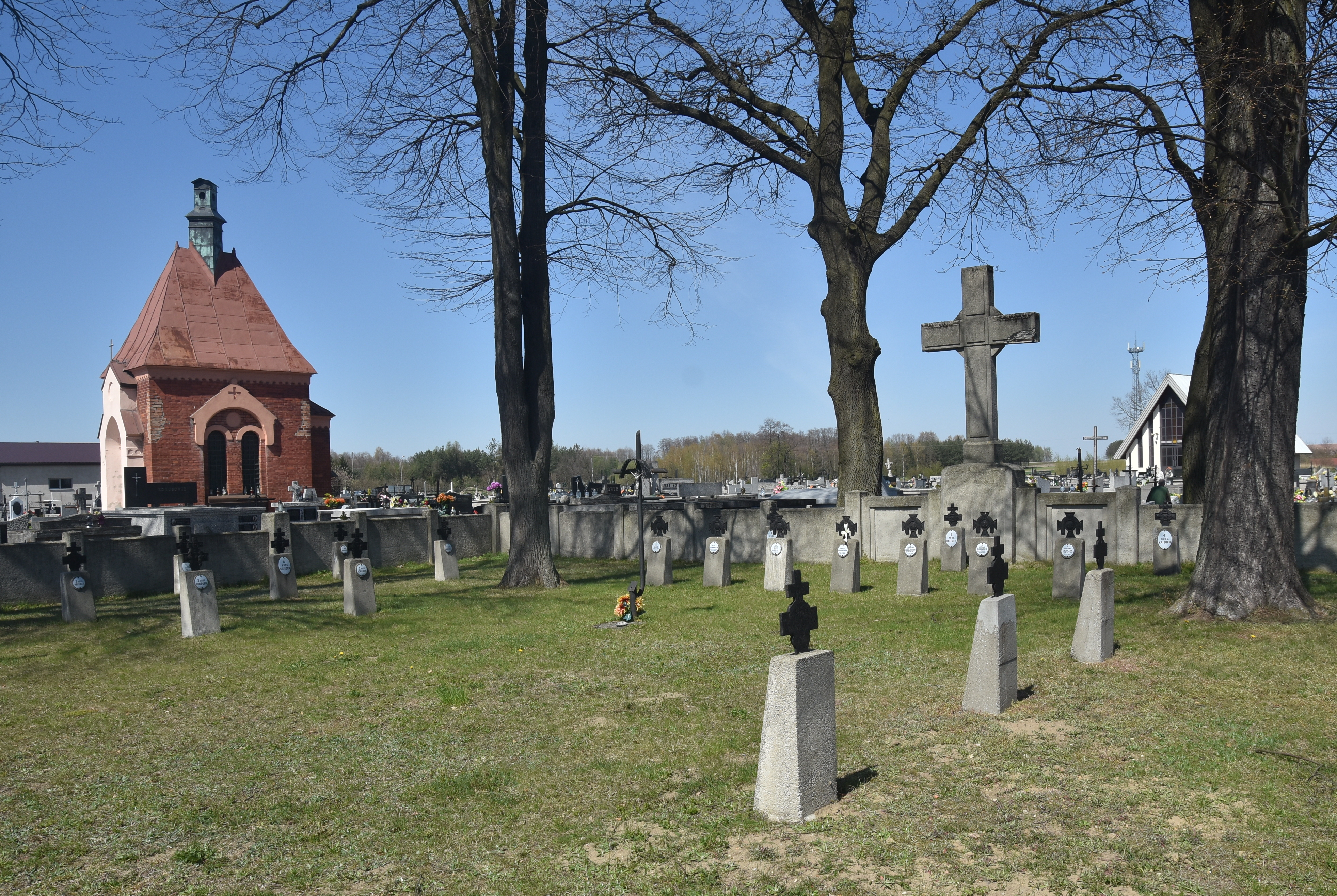
Fragment
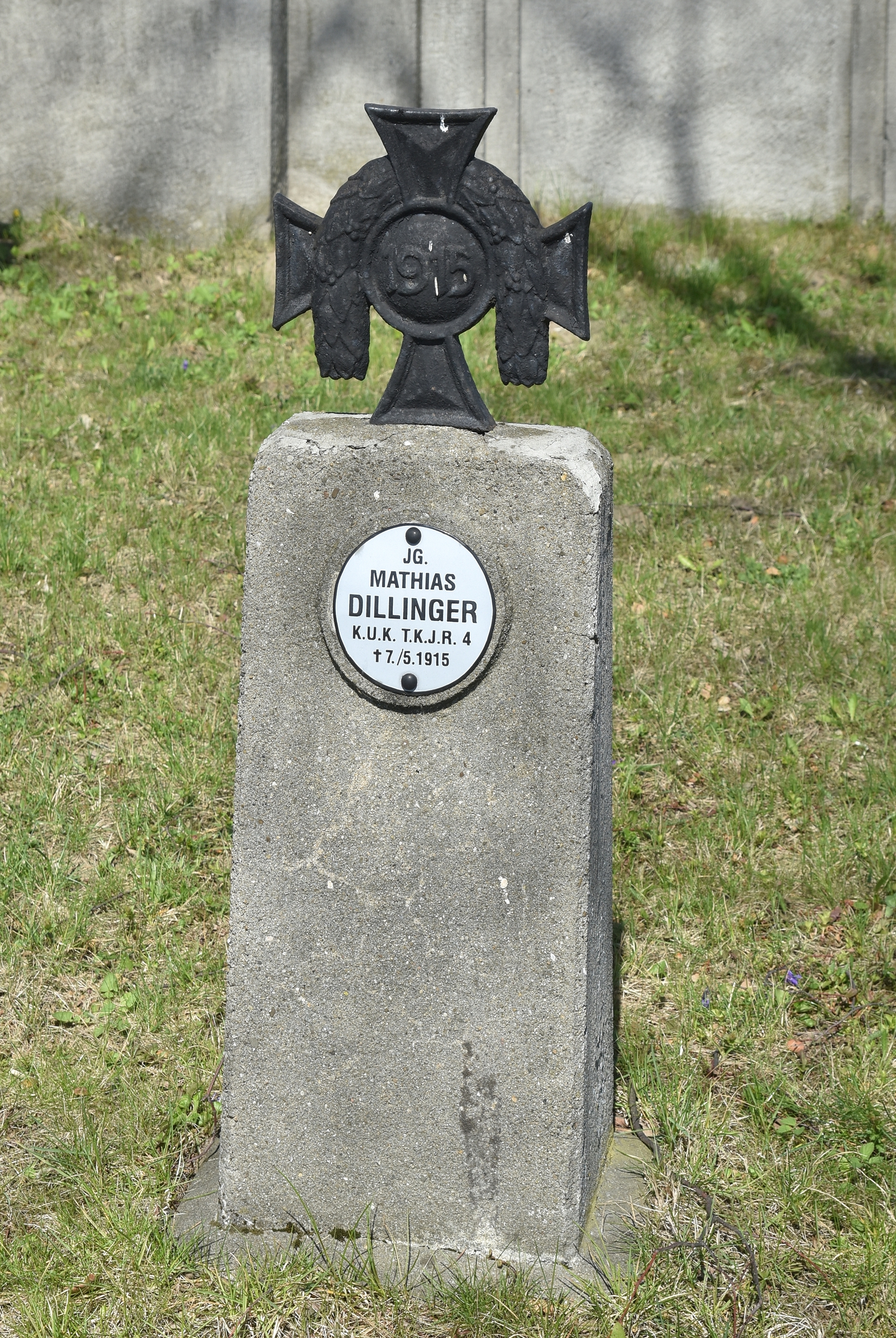
Krzyż austriacki